# Mânerău, Arad
Mânerău este un sat în comuna Bocsig din județul Arad, Crișana, România.

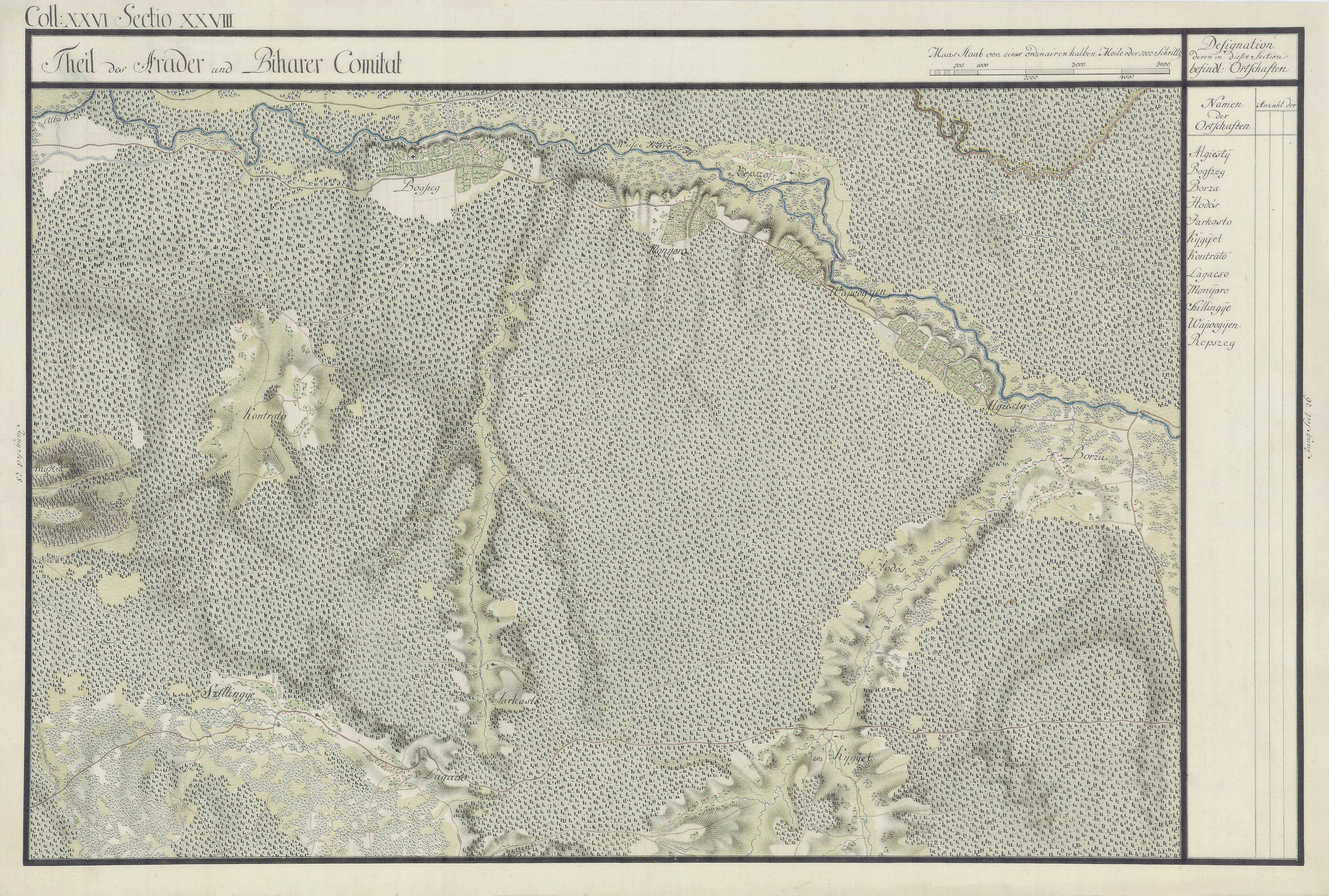
Mânerău în Harta Iozefină a Comitatului Arad, 1782-85